# Isodictya vancouverensis
Isodictya vancouverensis är en svampdjursart som först beskrevs av Lawrence Morris Lambe 1892.  Isodictya vancouverensis ingår i släktet Isodictya och familjen Isodictyidae. Inga underarter finns listade i Catalogue of Life.